# Tecla Esc

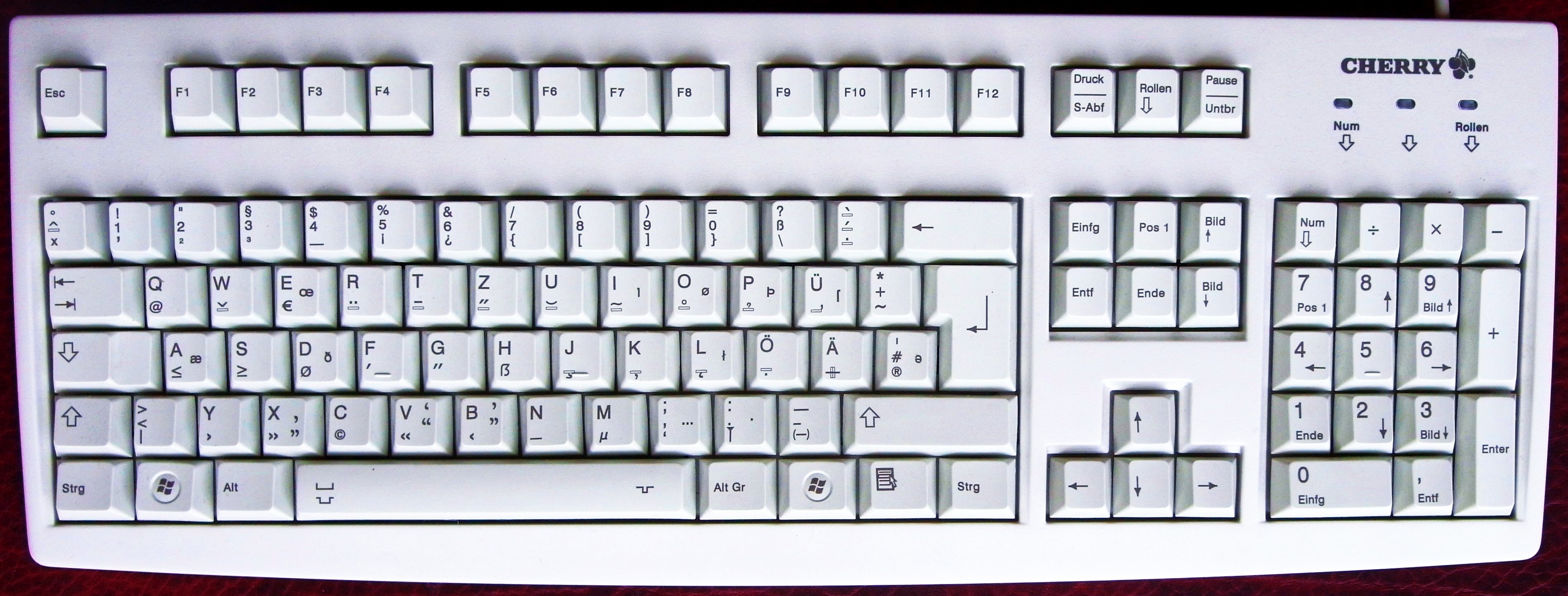
Un teclat d'ordinador. La tecla Esc és a la esquina superior esquerra.

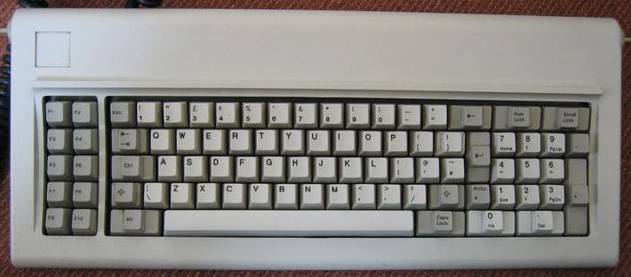
Teclat IBM de 83-tecles (1981), amb la tecla Esc a la esquina superior-esquerra de la secció alfanumèrica.

En els teclats d'ordinador, la tecla Esc (anomenada tecla d'escapament a la sèrie estàndard internacional ISO/IEC 9995) és una tecla utilitzada per generar el caràcter d'escapament (que pot ser representada com codi d'ASCII 27 en decimal, Unicode U+001B, o Ctrl+[, la seqüència d'escapament tradicional).
Generalment es troba col·locada a la cantonada superior-esquerra del teclat, la ubicació de la qual, data com a mínim del teclat de PC d'IBM original, encara que la tecla data dels teletips.

## Símbol

Símbol d'"Escapament" del teclat de la ISO.

El símbol de teclat per la clau d'ESC (que pot ser utilitzat quan l'alfabet llatí no és el preferit per etiquetar la tecla "Esc") és estandarditzat en l'ISO/IEC 9995-7 com  a símbol 29, i en l'ISO 7000 "Símbols gràfics per utilitzar en els equips" com a símbol ISO-7000-2029. Aquest símbol és codificat en Unicode com a U+238B cercle trencat amb fletxa de nord-oest (⎋).

## Origen
La creació de la tecla d'escapament és acreditada a Bob Bemer, un programador informàtic que va treballar per IBM. Va crear la tecla d'escapament el 1960 per permetre els programadors que treballaven en diverses màquines de canviar d'un tipus de codi a un altre.

## Usos
A la majoria d'usuaris d'ordinador ja no els afecta els detalls de controlar els perifèrics del seu ordinador (aquesta va ser la tasca per la qual les seqüències d'escapament va ser dissenyat originalment). La tecla d'escapament era apropiada per als programadors d'aplicacions, molt sovint per indicar Atura't. Aquest ús continua avui en l'ús de Microsoft Windows, usant la tecla d'escapament com a accés directe en els quadres de diàleg per a comandes com No, Sortir, Cancel·la, o Avorta, així com una tecla de drecera comuna pel botó d'Aturada en molts navegadors web.

Disposició d'un teclat ADM-3A usat en el desenvolupament de vi, amb la tecla d'escapament en el que ara hi ha l'opció de la tecla tabulador

En les màquines que executen Microsoft Windows, previ a la implementació de la tecla de Windows en els teclats, la pràctica típica per invocar el "botó" d'inici era prement la tecla Control seguida de la tecla d'escapament. Aquesta combinació de tecles encara funciona igual en Windows 8.
Microsoft Windows fa ús de "Esc" per moltes dreceres claus. Moltes d'aquestes dreceres han estat presents des de Windows 3.0, a través de Windows XP, Windows Vista, Windows 7, i Windows 8.
En el sistema operatiu OS X, "Esc" normalment tanca o cancel·la una caixa de diàleg o una fulla. La combinació Command+Option+Esc obre el quadre de diàleg a la Forçar tancament, permetent als usuaris finalitzar els programes que no responen. Un altre ús per la tecla Esc, en combinació amb la tecla de comandes, és per anar canviant al programa Front Row, si està instal·lat.
En la majoria de jocs d'ordinador, la tecla d'escapament és utilitzada com a botó de pausa i/o com a manera de fer que aparegui el menú del joc, el qual normalment conté l'opció per sortir del programa.
En la família d'editors de text vi, l'escapament és usada per canviar de mode. Aquest ús és degut al fet que l'escapament està convenientment situada en el que ara hi ha la posició del tabulador en el teclat del terminal ADM3-A usat per desenvolupar vi, tot i que ara està situada en un lloc amb inconvenients. Això és similar a com les extenses tecles modificadores als Emacs eren fàcilment usades en el teclat original (el teclat de cadet espacial), estan situades juntes, però aquestes tecles ara són esteses al voltant del teclat d'ordinador, esdevenint més difícils d'utilitzar.